# Fanor Escobar
Fanor Escobar (* 17. Dezember 1997) ist ein kolumbianischer Leichtathlet, der sich auf den Hürdenlauf spezialisiert hat. 2022 wurde er Südamerikaspielesieger im 400-Meter-Hürdenlauf.

## Sportliche Laufbahn
Erste internationale Erfahrungen sammelte Fanor Escobar im Jahr 2014, als er bei den Jugendsüdamerikameisterschaften in Cali in 53,10 s die Silbermedaille im 400-Meter-Hürdenlauf gewann. Im Jahr darauf schied er bei den Panamerikanischen Juniorenmeisterschaften in Edmonton mit 14,64 s und 54,45 s jeweils in der ersten Runde über 110- und 400 m Hürden aus und belegte mit der kolumbianischen 4-mal-400-Meter-Staffel in 3:16,24 min den sechsten Platz. 2018 nahm er an den Südamerikaspielen in Cochabamba teil und gewann dort in 13,61 s die Silbermedaille im 110-Meter-Hürdenlauf hinter dem Brasilianer Eduardo de Deus und über 400 m Hürden erreichte er das Finale, ging dort aber nicht mehr an den Start. Anschließend gewann er bei den U23-Südamerikameisterschaften in Cuenca in 14,02 s die Silbermedaille über 110 m Hürden hinter dem Brasilianer Rafael Pereira und über 400 m Hürden konnte er seinen Lauf nicht beenden. Zudem siegte er in 40,08 s in der 4-mal-100-Meter-Staffel sowie in 3:11,83 min auch in der 4-mal-400-Meter-Staffel. 2019 belegte er bei den Südamerikameisterschaften in Lima in 14,12 s den vierten Platz über 110 m Hürden und anschließend nahm er an den Panamerikanischen Spielen ebendort teil und wurde dort im Finale disqualifiziert. 2021 wurde er bei den Südamerikameisterschaften in Guayaquil in 13,90 s erneut Vierter über die kurze Hürdendistanz und konnte sein Rennen über die längere Distanz nicht beenden. Zudem gewann er in 3:08,15 min gemeinsam mit Kevin Mina, Raúl Mena und Nicolás Salinas die Silbermedaille in der 4-mal-400-Meter-Staffel hinter dem Team aus Brasilien. Im Jahr darauf wurde er bei den Ibero-Amerikanischen Meisterschaften in La Nucia über 110 m Hürden im Vorlauf disqualifiziert und anschließend siegte er in 13,55 s bei den Juegos Bolivarianos in Valledupar über 110 m Hürden und gewann in 50,62 s die Bronzemedaille über 400 m Hürden hinter dem Dominikaner Juander Santos und Alfredo Sepúlveda aus Chile. Zudem gelangte er dort mit 40,19 s auf den vierten Platz mit der 4-mal-100-Meter-Staffel. Im Oktober siegte er in 50,63 s über 400 m Hürden bei den Südamerikaspielen in Asunción und sicherte sich in 13,96 s die Silbermedaille über 110 m Hürden hinter dem Brasilianer Eduardo de Deus.
2024 schied er bei den Ibero-Amerikanischen Meisterschaften in Cuiabá mit 53,75 s im Vorlauf über 400 m Hürden aus.
In den Jahren 2016 und 2017 wurde Escobar kolumbianischer Meister in der 4-mal-400-Meter-Staffel und 2021 und 2023 siegte er über 400 m Hürden sowie 2022 über 110 m Hürden.

## Persönliche Bestleistungen
- 110 m Hürden: 13,54 s (+0,2 m/s), 23. April 2021 in Ibagué
- 400 m Hürden: 50,20 s, 24. April 2021 in Ibagué